# 스라인 2세
스라인 2세(Thráin II)은 존 로널드 루엘 톨킨의 소설 《호빗》에 등장하는 등장인물이다. 참나무방패 소린의 아버지이며, 스로르의 아들이다. 스로르와 같이 아조그에게 살해당한다.